# لاول مک‌آدام
لاول مک‌آدام (به انگلیسی: Lowell McAdam) (زاده ۱۹۵۴) کارآفرین و مدیر ارشد اجرایی آمریکایی است، که اکنون به‌عنوان رییس هیئت مدیره و مدیر عامل اجرایی شرکت مخابراتی ورایزن کامیونیکیشنز فعالیت می‌نماید.